# 山田寺 (各務原市)
山田寺（さんでんじ）は、岐阜県各務原市蘇原寺島町にある臨済宗妙心寺派の寺院で、山号は象耕山。創建は飛鳥時代白鳳期にさかのぼる岐阜県でも有数の歴史を有する寺院である。

## 歴史
伝承によれば蘇我倉山田石川麻呂が、大化5年（649年）に創建したと伝わるが、具体的に石川麻呂と山田寺を結びつける文物はなく、実際には壬申の乱で功を成した各務郡大領の各務氏や村国氏が創建にかかわったと推定されている。
当地の名刹として長年にわたり繁栄していたが、永禄7年（1564年）に織田信長が岐阜に侵攻した際に焼き払われ廃絶したと伝わる。創建時の伽藍は塔を有する壮大なものであった。塔の心礎とそこに納められた舎利を納めた壺が現在まで残っており、「山田寺塔心礎納置銅壺 附 塔心礎」の名称で国の重要文化財となっている。また、かつての寺域からは瓦などが見つかっており、元山田寺跡及び礎石として県史跡に指定されているほか、出土した山田寺鴟尾瓦は各務原市の文化財となっている。
現在の山田寺は武儀郡に住む纐纈弥次郎衛門が発念して建立した宗寿庵を濫觴とし、美濃郡代の青木安清の許可を得て元文2年(1737年)に越前国松岡円城寺の如日禅師を開山として迎えて古代の名跡を受け継いだものである。